# Platygaster ungeri
Platygaster ungeri (лат.) — вид мелких наездников из семейства Platygastridae. Европа: Дания. Длина тела около 1 мм (1,1—1,4). Основная окраска чёрная, ноги красновато-коричневые. Брюшко примерно такой же длины, как голова и мезосома вместе взятые, ширина равна голове, в 1,7 раза длиннее ширины. Первый тергит Т1 равномерно зазубрен; Т2 исчерчен в базальных ямках до примерно 0,6 длины, остальная часть тергита гладкая; Т3-Т5 гладкие, Т3 и Т4 каждый с прерванным медиально рядом довольно глубоко имплантированных волосков; Т5 с полным рядом волосков; Т6 со слабой скульптурой и рядом волосков. Усики 10-члениковые. Сходен с видами Platygaster pedasus и Platygaster manto. Вид был впервые описан в 1999 году датским энтомологом Петером Булем (Peter Neerup Buhl, Дания) вместе с Platygaster varicornis, Platygaster praecox и Platygaster rufitibia.